# جیم کروچی
جیمز جوزف "جیم" کروچی (انگلیسی: James Joseph "Jim" Croce؛ ۱۰ ژانویهٔ ۱۹۴۳ – ۲۰ سپتامبر ۱۹۷۳) خواننده و ترانه‌سرا اهل ایالات متحده آمریکا بود. وی بین سال‌های ۱۹۶۶ تا ۱۹۷۳ میلادی فعالیت می‌کرد، وی در سال۱۹۷۳ در یک سانحه هوایی درگذشت.